# Oni Chichi
Oni Chichi (яп. 鬼父) — серія японських відеоігор для дорослих і створені за ними аніме в жанрі хентай.

## Сюжет
В аніме розповідається про самотнього батька, який вже давно втратив свою дружину, але у нього є дві дочки — одна рідна і одна прийомна. Обидві його дочки дуже красиві, мають відмінні форми та гарну фігуру. Через відсутність дружини, їх батько не може витримувати самотність так довго — він починає задивлятися на своїх доньок. Не довго думаючи він купує собі спеціальний спрей, який посилює потяг оточуючих його жінок до нього. З цього часу він починає займатися «вихованням» своїх дівчаток.

## Персонажі
- Акідзукі Айрі
- Акідзукі Маріна
- Акідзукі Кодзо
- Куранака Сана

## Аніме
- Oni Chichi 2 His Demons — аніме (2010)
- Oni Chichi: Re-birth Father Demon — аніме (2011)
- Oni Chichi: Re-born — аніме (2011)
- Oni Chichi 2: Revenge — аніме (2013)
- Oni Chichi: Rebuild — аніме (2013—2014)
- Oni Chichi: Refresh — аніме (2015)
- Oni Chichi 2: Harvest — аніме (2015)